# Карло Манінка
Карло Манінка  (фін. Kaarlo Maaninka, 25 грудня 1953) — фінський легкоатлет, олімпійський медаліст.

## Виступи на Олімпіадах
| Олімпіада   | Дисципліна           | Місце |
| ----------- | -------------------- | ----- |
| Москва 1980 | біг на 5000 метрів   | 3     |
| Москва 1980 | біг на 10 000 метрів | 2     |